# Abha (Arabie saoudite)
Pour les articles homonymes, voir Abha.
Abha (أبها) est la capitale de la province d'Asir, au sud-ouest de l'Arabie saoudite. 
La ville se trouve à 2 300 mètres d'altitude et compte 201 912 habitants[Quand ?]. C'est une ville de villégiature, surtout pour de riches Saoudiens, qui fuient les fortes chaleurs, entre les mois de mars à octobre. À Abha, le thermomètre ne dépasse jamais les 30 °C grâce à son altitude.

## Tourisme
- Asir Tourisme Board : tours anglophones (et francophones en été) : Alianfa, Rejal Al-Maa, Al-Soudah, Habalah...
- Shada Palace,
- Centre : le carré des 4 rues King Saoud, King Faisal,King Khaled, Prince Abdullah,
- maisons traditionnelles,
- marché du mardi,
- Asir National Park Abha Visitors Center, sud ouest de la ville, accès soumis à autorisation,
- Hôtels : Al-Bellad, Al-Masif, New Abha, InterContinental,, Medina, Taif...
- Restaurants : Al-Tahy, Green Mountain,
- Aéroport international d'Abha à 26 km : de/vers Jeddah, Riyadh, Dammam,
- Bus : de/vers Jizan, Riyadh, Najran, Khamis Mushayt